# 北冈神社
北冈神社（／ Kitaoka Jinja），位于日本熊本县熊本市西区，在熊本市内是与藤崎八幡宫并列的最古老神社，有千年以上历史。旧社格为县社。

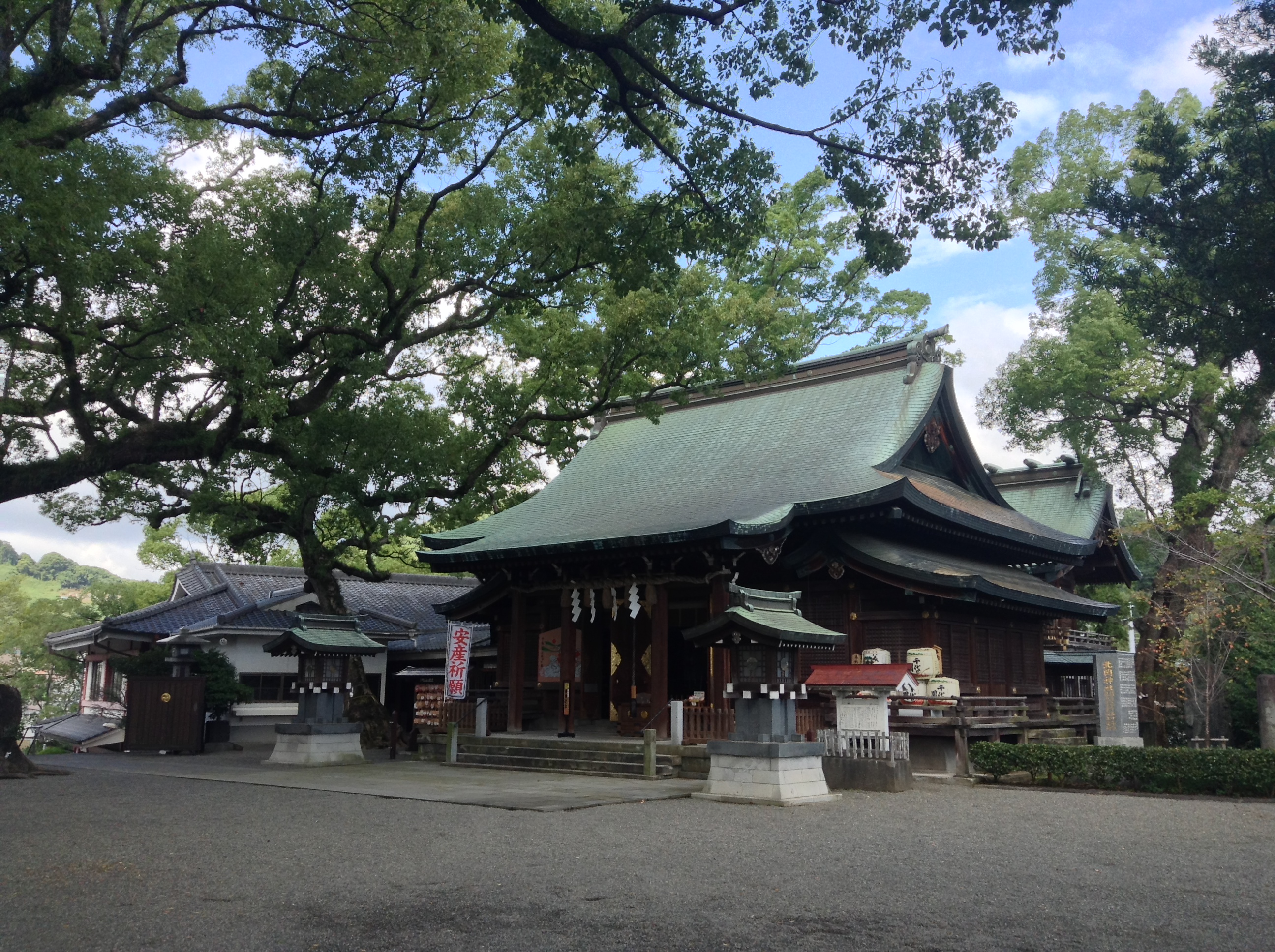
拜殿以及在其后方的神殿。

## 由来
据社传记载，承平四年（公元934年），藤原保昌出任肥后国司，为了镇护一方安宁，从京都的衹园社（八坂神社）劝请分灵至汤之原（日语：湯ノ原，今熊本市西区二本木），建立了此神社。最初称为衹园宫。
天元二年（979年）迁宫至花冈山。
战国时代佐佐成政统治时期，神社败落，至加藤清正任领主时修复。江户幕府时代，细川氏领有熊本藩时也一直得到历代藩主的尊崇。
正保四年（1647年），迁座至现在的社址。
明治元年（1868年）更名为北冈宫，明治五年（1872年）再改名为北冈神社，明治六年（1873年）获得县社社格。此外，明治十年（1877年）西南战争中，萨摩军曾经以北冈神社为本营。

## 祭神
- 建速须盏鸣尊
- 奇稻田姫命
- 八柱御子神：天忍穗耳命、天穗日命、天津日子根命、活津日子根命、熊野久須毘命、多紀理毘賣命、市杵岛比卖命、多岐都比賣命

## 例大祭
8月1日－3日

## 交通
- 从JR九州熊本站驾车约2分钟，步行约4分钟
- 从熊本市电衹园桥站步行约4分钟
- 从熊本机场、九州自动车道熊本IC驾车约40分钟
- 从熊本城驾车约10分钟
- 从北冈神社前巴士站步行约2分钟